# 天主教聖托梅教區
天主教聖托梅教區（拉丁語：Dioecesis Sancti Thomae in Argentina）是阿根廷一個羅馬天主教教區，屬科連特斯總教區。
教區成立於1979年7月3日，包括科連特斯省東部。2010年有教友150,000人（佔轄區總人口90.9%）、十三個堂區、廿一名司鐸。現任教區主教為烏戈·聖地牙哥。